# یوانیس مالوکینیس
یوانیس مالوکینیس (یونانی: Ιωάννης Μαλοκίνης؛ ۱۸۸۰ – ۱۹۴۲) یک شناگر اهل یونان بود.
از افتخارات وی میتوان به کسب مدال طلا ۱۰۰ متر آزاد ملوانان در بازی‌های المپیک تابستانی ۱۸۹۶ اشاره کرد.